# ویروویتسه
ویروویتسه (به چکی: Výrovice) یک منطقهٔ مسکونی در جمهوری چک است که در شهرستان زنویمو واقع شده‌است.
 ویروویتسه ۴٫۹۳ کیلومتر مربع مساحت و ۱۷۳ نفر جمعیت دارد و ۲۲۰ متر بالاتر از سطح دریا واقع شده‌است.